# Bağırlı (Şamaxı)
Bağırlı è un comune dell'Azerbaigian situato nel distretto di Şamaxı. Conta una popolazione di 1 963 abitanti.